# روبرت تشاو
روبرت تشاو (بالصينية: 周融) هو سياسي صيني، ولد في 22 أبريل 1950 في هونغ كونغ في الصين. حزبياً، نشط في Silent Majority for Hong Kong ‏.